# Sunday (久川綾の曲)
「Sunday」（サンデー）は、久川綾のファースト・シングルである。1994年7月1日にバップより発売された。

## 解説
タイトル曲「Sunday」は『久川綾のパジャマナイト』のテーマソング。カップリング曲「だいじょーぶっっ!!」は後にOVA『埼玉暴走最前線 フラッグ! 死にものぐるいの青春!!』のエンディング主題歌に採用された。
初回封入特典はオリジナルフォトステッカー。ジャケット裏には抽選で500名にメイキングビデオ「AYA MAIL」プレゼント。

## 収録曲
1. Sunday [5:04]
  - 作詞：久川綾、作曲・編曲：山本はるきち
  - RKB毎日放送『久川綾のパジャマナイト』テーマソング
2. だいじょーぶっっ!! [5:02]
  - 作詞：田島浩二、作曲・編曲：山本はるきち
  - OVA『埼玉暴走最前線 フラッグ! 死にものぐるいの青春!!』エンディング主題歌
3. Sunday（オリジナル・カラオケ）
4. だいじょーぶっっ!!（オリジナル・カラオケ）